# Mystery Science Theater 3000
Mystery Science Theater 3000, i daglig tale MST3K, er en amerikansk komedieserie skabt af Joel Hodgson og produceret af Best Brains, Inc. Serien havde premiere på KTMA i Minneapolis, Minnesota, den 24. november, 1988. Den kørte videre på Comedy Central med yderligere seks sæsoner før produktionen blev stoppet i 1997. Derefter, blev serien opkøbt af The Sci-Fi Channel, som viste yderligere tre sæsoner indtil serien blev strøget for anden gang i august, 1999. Over seriens ti sæsoner, 197 episoder og en spillefilm blev produceret. I 1995 var der også The Mystery Science Theater Hour (en syndikeringspakke på 60 afsnit). I 2015 førte Hodgson en crowdfunding-kampagne for at genopstarte serien med fjorten afsnit i første sæson, som blev udgivet på Netflix i USA den 14. april, 2017.
Showet havde oprindeligt Hodgson i hovedrollen som Joel Robinson, en pedel fanget mod sin vilje af to gale videnskabsmænd på en satellit i rummet ("The Satellite of Love"), tvunget til at se en række B-film som en del af forskernes plan om at overtage verden. For at holde sig ved fulde fem, bygger Joel en række robot-makkere—heriblandt Tom Servo, Crow T. Robot, og Gypsy—for at holde ham ved selskab og hjælpe ham med at kommentere filmene på humoristisk vis, mens de ser dem, en proces, der blevet kendt som "riffing." Hver to-timers afsnit viste en enkelt film i sin helhed sammen med tilhørende film fundet det offentlige domæne, mens Joel, Tom og Crow så dem som silhuetter fra en række biografsæder i bunden af skærmen. Disse scener blev indrammet af interstitielle sketches. Showets cast ændrede sig med tiden: Mest kendt da Joel blev erstattet af Mike Nelson (spillet af Michael J. Nelson) i showets femte sæson. Andre regelmæssige medvirkende, de fleste af hvem var forfattere på showet, inkluderer Trace Beaulieu, Josh Weinstein, Jim Mallon, Kevin Murphy, Frank Conniff, Mary Jo Pehl, Bill Corbett, Paul Chaplin, og Bridget Jones Nelson. Genopførelsen byder primært på et nyt cast, herunder Jonah Ray som den nye menneskelige forsøgsperson, sammen med Felicia Day og Patton Oswalt i rollerne som de gale videnskabsfolk, eller "Mads."
MST3K trak ikke høje seertal da det blev vist første gang, men showets popularitet spredtes fra mund til mund over internettet fra dets fans, kendt som "MSTies", hyppige genudsendelser og syndikering og hjemmevideo-releases produceret af Rhino Entertainment og for tiden Shout! Factory, der sammen med Joel Hodgson nu ejer rettighederne til showet, og støttede crowdfunding-kampagnen til den ellevte sæson. Time Magazine nævnte MST3K som en af de "100 Best TV Shows of All-TIME" i 2007. Showet blev betragtet som meget indflydelsesrigt, da det bidrog meget til praksis indenfor social fjernsyn, og tidligere medvirkende lancerede lignende projekter, som byggede på "riffing" af film, herunder RiffTrax (stadig igangværende) og Cinematic Titanic. MST3K satte også flere ældre film i rampelyset, som aldrig havde modtaget opmærksomhed af offentligheden og blev efterfølgende identificeret som nogle af de værste film nogensinde, i særdeleshed Manos: The Hands of Fate.

## Præmis
MST3K finder sted i en "not-too-distant future" ("ikke-så-fjern-fremtid"). To gale videnskabsmænd, dr. Clayton Forrester (Trace Beaulieu) og hans partner dr. Laurence Erhardt (Josh Weinstein), skyder Joel Robinson (Joel Hodgson), en pedel, der arbejder for Gizmonic Institute, ud i rummet ombord på den hundbenbenformede Satellite of Love, der er i kredsløb om jorden. Forrester og Erhardt — fælles omtalt "The Mads" på showet — styrer satellitten fra deres hemmelige undergrundsbase Deep 13 og tvinger Joel til at se en række B-film, for at finde fem til den perfekte B-film, som de kan bruge som våben i dr. Forresters plan om vredens dominans.
For at holde sig ved fulde fem, bygger Joel flere sansende robotter, fælles omtalt "the 'bots": Tom Servo; Crow T. Robot; Gypsy, der har ansvaret for at holde satellitten og dens funktioner vedlige; Cambot, den tavse optager af eksperimenterne; Magic Voice, en kvindelig stemme uden krop, der byder på forskellige meddelelser under showets værtsegmenter, og Rocket Number Nine, en kamera-bot, der flyver udenfor satellitten. Joel har ingen kontrol over, hvornår filmene starter, fordi han brugte de dele, der ville have tilladt ham at gøre det for at bygge robotterne. Han skal gå ind i biografen, når filmen bliver sendt op, fordi The Mads har mange måder at straffe Joel, hvis han ikke lystre deres ordrer, heriblandt at lukke for iltforsyningen til resten af skibet og elektriske stød. Mens filmen bliver vist, sidder Joel, Tom Servo og Crow og gør grin af filmen — en praksis, der ofte bliver kaldt "riffing" — for at forhindre, at de bliver sindssyge.
Over showets gang, har der været flere ændringer i casten, mens showets historie tilpasses. Da Weinstein forlod serien efter den første landsdækkende sæson, blev han erstattet af Kevin Murphy i rollen som Tom Servos stemme, mens TV's Frank (Frank Conniff) erstattede Weinsteins dr. Erhardt som dr. Forresters lakaj. Hodgson forlod serien halvvejs gennem femte sæson; hovedforfatter Michael J. Nelson (som spiller en ny rolle, Mike Nelson) erstattede ham som showets menneskelige vært indtil slutningen af serien. Da Conniff forlod serien efter den sjette sæson, optrådte dr. Forrester som den eneste "Mad" i MST3Ks spillefilm og blev parret med sin mor Pearl Forrester (Mary Jo Pehl) i den syvende sæson, den sidste, der blev vist på Comedy Central. Beaulieu vendte ikke tilbage, da The Sci-Fi Channel bragte showet tilbage, så forfatteren Bill Corbett overtog rollen som Crow, mens Pearl Forrester blev forfremmet til rollen som den ledende "Mad", og spillede overfor rumvæsenet Observer (Corbett) og den antropomorfe abe, professor Bobo (Murphy).
Den genoplivede serie, som blev sendt i 2017, har Kinga Forrester (Felicia Day), dr. Forresters datter, i rollen som den ledende "Mad". Hun driver månebasen "Moon 13" og forsøger at udnytte MST3K-varemærket til kommerciel dominans. Ved hjælp af Max (Patton Oswalt), som foretrækker at blive kaldt "TV's Son of TV's Frank", indvier de Gizmonics-arbejderen Jonah Heston (Jonah Ray) som deres nye testperson om bord på The Satellite of Love. Hampton Yount, Baron Vaughn og Rebecca Hanson påtog sig stemmearbejdet for henholdsvis Crow, Tom og Gypsy.

## Format
Det generelle format af et MST3K-afsnit har forblevet ens i hele seriens forløb. Afsnittene er cirka 90 minutter lange (ekskl. reklamepauser) og begynder med en kort introduktionssegment, hvor den menneskelige vært og robotterne konverserer med "The Mads", inden de bliver sendt dagens film. Under Joel Hodgson og Jonah Rays tid som værter (og i en kort periode i starte af Mike Nelson-æraen) deltog værterne og "The Mads" i en "invention exchange" ("opfindelsesudveksling"), hvor de hver især viser deres seneste opfindelser frem. Sirener og blinkende lamper ("Movie Sign") signalerer så, at karaktererne skal gå ind i biografen.
I biografen sidder menneske-værten og robotterne Tom og Crow i en række biografsæder, vist som silhuetter langs bunden af skærmen, en tilgang Hodgson har kaldet "Shadowrama" (skyggerama). De tre "riffer" derefter på filmen (som sommetider er ledsaget af en eller flere kortfilm), mens de bliver vist for både dem og seerne. Sommetider bruges silhuetformatet til at skabe visuelle jokes eller til at skabe diskrete censorstænger til scener, der indeholder nøgenhed. Showet går fra og til biografen via en "dørsekvens", en serie af seks døre, der åbner eller lukker mens kameraet (tilsyneladende Cambot) passerer gennem dem.
Med jævne mellemrum forlader karaktererne biografen og fremfører sketches, almindeligvis baseret på begivenhederne i filmen, der bliver vist, hvilket ofte sker gennem originale sange og rekvisitkomedie. Nogle sketches indfører nye eller tilbagevendende karakterer eller andre fortælleenheder. Værten ville ofte bede om "Rocket Number Nine" for at vise begivenheder, der foregår udenfor satellitten, og en skærm kaldet "the Hexfield Viewscreen" blev brugt til at kommunikere med andre karakterer fra skibets bro. I slutningen af hver sketch blev "Movie Sign" udløst igen, og karaktererne vendte tilbage til biografen.
I løbet af Hodgsons tid på showet handlede de sidste sketches ombord på satellitten ofte en læsning af fanbreve fra "MST3K Fanklubben." Oplæsninger af fanbreve blev formindsket under Mike Nelsons tid som vært og blev droppet helt, da showet flyttede til The Sci-Fi Channel. Den sidste sketch i hvert afsnit slutter typisk med The Mads, hvor den ledende Mad spørger deres lakaj om at "trykke på knappen" for at afslutte udsendelsen og gå over til rulleteksterne. Som rulleteksterne afspilles der et kort, sjovt klip fra den film, der er blevet vist, hvilket er blevet kendt som en "stinger".
I 1995 blev et begrænset udvalg af afsnit redigeret til et time langt show med titlen Mystery Science Theater Hour, hvilket skulle være bedre egnet til syndikering. I disse blev det oprindelige afsnit opdelt i to dele på ca. 45 minutter, ekskl. reklamepauser. Nye sketches, i begyndelsen og slutningen af hvert afsnit, viste Mike Nelson, der portrætterer jernsynsværten Jack Perkins i en parodi af Perkins' Biography-serie, hvor han priser MST3K-afsnittet.

## Produktionshistorie

### Koncept
Seriens koncept er udformet af Joel Hodgson. Før showet, prøvede Hodgson sig som komiker, og havde meget succes, og han var lige flyttet til Los Angeles, hvor han optrådte i Late Night with David Letterman og Saturday Night Live. Han var blevet inviteret af Brandon Tartikoff til at medvirke i en NBC-sit-com med Michael J. Fox, men Hodgson mente ikke at materialet var sjovt og afviste tilbuddet. Han blev videre utilfreds med Hollywood-attituden, da de prøvede at fordoble deres tilbud og erhvervede det, han kaldte "sund respekt" for entertainment-industrien. Han flyttede tilbage til Minneapolis-Saint Paul og fik arbejde i et T-shirt-printfabrik, der tillod ham at finde på nye idéer, mens han kedede sig. En sådan idé var grundlaget for MST3K, et tv-show, hvor film blev "riffet", og det ville også give ham mulighed for at fremvise hans egen prop comedy humor.